# Récylum
Récylum est un éco-organisme à but non lucratif chargé de la collecte et du recyclage des ampoules d'éclairage usagées, ainsi que des déchets d'équipements électriques et électroniques professionnels (DEEE Pro) du bâtiment, de l’industrie, et du médical,. 
Début 2018, Récylum fusionne avec l'éco-organisme Éco-systèmes pour former une nouvelle entité baptisée ESR, destinée à prendre en charge la collecte et le traitement des déchets d'équipements électriques et électroniques (DEEE) ménagers et professionnels, des lampes et des petits appareils extincteurs. Après scission des activités, le nom de l'entité chargée des DEEE ménagers devient Éco-systèmes début 2019.

## Histoire
Le 27 janvier 2003 est publiée la directive de l'Union européenne relative aux déchets d'appareils électriques et électroniques. Elle définit la notion de responsabilité élargie du producteur et l'obligation légale de gérer la fin de vie des produits mis sur le marché. Quatre important producteurs d'ampoules, Philips, Osram, Havells-Sylvania et General Electric, prennent dès lors l'initiative de fonder dans chacun des pays de l'Union européenne des sociétés chargées de collecter leurs produits et de les recycler. Récylum est créé en mai 2005,,.
À partir de juillet 2010 Récylum élargit son champ de collecte et commence à recycler des déchets électroniques et électriques. Le 1er août 2012 : Récylum officiellement agréé par les pouvoirs publics pour une durée de 3 ans pour la collecte et le recyclage des équipements électriques des catégories 5 (matériels d’éclairage), 8 (dispositifs médicaux) et 9 (instruments de surveillance et de contrôle), soit les équipements électriques des secteurs du bâtiment, de l’industrie, de la recherche et du médical.
En 2017 (29 juin) Récylum a lancé sa fusion avec un autre éco-organisme (Eco-systèmes) pour former une nouvelle entité baptisée ESR qui prendra en charge la collecte et le traitement des Déchets d’Equipements Electriques et Electroniques (DEEE) ménagers et professionnels, des lampes et des petits appareils extincteurs. Au 30 juin 2017, ESR détient 100 % du capital d’Eco-systèmes et de Récylum. ESR, qui réunit 41 entreprises associées à sa création, toutes productrices d’équipements électriques et électroniques ménagers, professionnels ou de lampes continuera à capitaliser les apports d'Eco-systèmes et de Récylum. ESR a réuni son conseil d’administration pour la première fois à cette occasion mais la fusion n'est officielle que depuis le 1er janvier 2018. Christian Brabant, directeur général d’Eco-systèmes devient le directeur général d’ESR, assisté d'Hervé Grimaud (ex-directeur général de Récylum) qui devient directeur général Adjoint.

## Mission
Récylum est une société qui organise la collecte et le recyclage des déchets d'équipements électriques et électroniques,. Elle est aussi chargée par les pouvoirs publics d'informer les producteurs de leur devoirs (notamment au regard de l'éco-participation qu'ils doivent lui verser pour permettre le recyclage des déchets), et de les soutenir dans la recherche en écoconception. Récylum sensibilise en outre les détenteurs des déchets de l'intérêt du recyclage et des solutions qui existent.